# إدوارد إف. مور
إدوارد إف. مور (بالإنجليزية: Edward Forrest Moore )‏ (و. 1925 – 2003 م) هو رياضياتي، وأستاذ جامعي، وعالم حاسوب أمريكي، ولد في بالتيمور، توفي في ماديسون، ويسكنسن، عن عمر يناهز 78 عاماً.

## التعليم
تعلم في جامعة فرجينيا للتقنية، وجامعة براون.